# Oxydia subalbescens
Oxydia subalbescens är en fjärilsart som beskrevs av Paul Dognin 1901. Oxydia subalbescens ingår i släktet Oxydia och familjen mätare. Inga underarter finns listade i Catalogue of Life.